# الحجرية (الدولة الفاطمية)
الحُجَريّة كانت فيلق تدريب خاصًّا بالجيش الفاطمي، وتوسّع إلى فيلق سلاح من فرسان النخبة الذي يضم 3000-5000 رجل في مطلع القرن الثاني عشر.

## التاريخ
الاسم مشتق من كلمة "حجرة"، ويشير إلى القوات التي تم إيواؤهم وتدريبهم في بالقرب من قصر الخلافة وحُجره. كانت مثل هذه المؤسسة موجودة في الخلافة العباسية بنفس الاسم في أوائل القرن العاشر.
أنشأ الخليفة الفاطمي المعز (حكم في 953–975 م) مدرسة تدريب القصر (المُسماة بالحُجرة) في قصر الخليفة في القاهرة، بهدف تدريب الضباط على فن الحرب. وقد تلقى تعليمه في هذه المؤسسة القائد الفاطمي البارز أنشتكين الدزبري، لكنه تخرج مبكرًا بعد ثلاث سنوات فقط. وكان العادل بن السلار، الوزير العام والمستقبلي في الفترة من 1149 إلى 1154، من خريجي المدرسة أيضًا.
وقد طُورَت وظيفة هذه المدرسة على يد الوزير الأفضل شاهنشاه في أواخر القرن الحادي عشر، الذي وجد أن قواته كانت أدنى من الصليبيين. كانت المدرسة مؤسسة انتقائية مفتوحة لقلة قليلة فقط، لكن الأفضل وسّع الحجرية إلى فيلق عسكري كامل من خلال تجنيد 3000 شاب من أبناء النخب العسكرية والمدنية، بهدف إنشاء فرسان قادرين على مطابقة مهارة الغلمان الأتراك. قُسم الفيلق إلى سبع ثكنات (حجرات) أثناء التدريب، بأسماء مثل (''المنتصرة'') و(''الفتح''). كان الطلاب تحت إشراف المعلمين (يُسمون الأساتذة) لفترة عدة سنوات، حيث تم تعليمهم خلالها مواضيع ومهارات مختلفة. وبعد التخرج، عُرف الجنود باسم «صبيان الخاص». وبعد فترة من تولي الأفضل منصبه، ارتفع عدد الفيلق إلى 5000 رجلًا.